# MeWe
MeWe es una red social estadounidense y un servicio de redes sociales. El enfoque no tan estricto de MeWe con respecto a la moderación del contenido lo ha hecho popular entre los conservadores estadounidenses. El sitio ganó popularidad en Hong Kong en noviembre de 2020.
La interfaz del sitio se ha descrito como similar a la de Facebook, aunque el servicio se describe a sí mismo como el "anti-Facebook" debido a su enfoque en la privacidad de los datos.

## Características
Para 2015, cuando MeWe se acercaba al final de su ciclo de prueba beta, la prensa lo calificó como "no muy diferente de Facebook". En 2020, Mashable describió a MeWe como una réplica de las características de Facebook.
El sitio y la aplicación MeWe tienen características comunes a la mayoría de las redes sociales: los usuarios pueden publicar texto e imágenes en un "muro", reaccionar a las publicaciones de otros usando emojis, publicar GIF animados, crear grupos especializados, publicar contenido que desaparece y chatear.
El chat puede ocurrir entre dos o más personas o entre miembros de un grupo. El chat de persona a persona es similar al de la mayoría de los demás sitios de redes sociales, y admite mensajes de texto, videollamadas y llamadas de voz. El "chat secreto" solo se accede a través de una suscripción paga, y utiliza un cifrado de datos especial para garantizar que los chats sean privados y no sean visibles ni siquiera para los empleados de MeWe.
MeWe informó en junio de 2018 que el sitio tenía 90.000 grupos activos, 60.000 de los cuales eran "públicos" y estaban abiertos a todos los usuarios. Tras la afluencia de usuarios de Hong Kong en 2020, el director ejecutivo de MeWe, Weinstein, anunció que el sitio web ofrecería una versión en chino tradicional a finales de año.

## Usuarios y contenido

### Estados Unidos
Aunque MeWe no se ha posicionado intencionalmente como una red social para conservadores, Mashable señaló en noviembre de 2020 que sus usuarios activos tienden a ser conservadores. La decisión de la plataforma de no moderar la desinformación ha atraído a los conservadores que sentían que las redes sociales dominantes estaban censurando sus publicaciones, y a personas a quienes se les ha prohibido el acceso a esas plataformas. MeWe se considera una plataforma de tecnología alternativa.
El 22 de enero de 2021, el CEO de MeWe anunció cambios en las políticas y prácticas del sitio en una entrevista con NPR. Weinstein dijo que «MeWe se toma en serio poner límites a lo que la gente puede decir» y que no le gustan los sitios donde "todo vale", describió esos sitios como "repugnantes" y anunció que MeWe estaba contratando más personal de moderación después de que los medios de comunicación encontraron grupos que difunden odio y violencia en su sitio web, como los grupos "Stop the Steal" que hablaron sobre disparar a personas. En el informe, NPR señaló que las reglas establecidas por MeWe siguen siendo "más laxas que Facebook y Twitter", y que MeWe aún no había prohibido los grupos dedicados a la teoría conspirativa de QAnon.
La moderación liviana de MeWe lo ha hecho popular entre los teóricos de la conspiración, incluidos los defensores de la teoría conspirativa de QAnon de extrema derecha, que fue prohibida en Facebook en 2020, y la teoría conspirativa "Stop the Steal" relacionada con las elecciones presidenciales de Estados Unidos de 2020. Según Rolling Stone, MeWe "ha acogido a comunidades de interés general relacionadas con la música y los viajes, pero también se ha convertido en un refugio para los anti-vacunas, los defensores de QAnon y, como informó OneZero, los grupos de milicias de extrema derecha." Vice ha descrito a MeWe como un "importante foro anti-vacunas". BBC News ha descrito parte del contenido de MeWe como "extremo" y lo ha comparado con el de Gab. Business Insider ha informado que algunos de los grupos más populares de MeWe se centran en "puntos de vista extremos, como la retórica contra las vacunas, la supremacía blanca y las teorías de la conspiración".
Poco después de las elecciones presidenciales de Estados Unidos de 2020, MeWe y otras plataformas de tecnología alternativa experimentaron una ola de subscripciones de partidarios de Trump, tras la prohibición en las principales redes sociales de contenido desinformativo relacionado con las elecciones y la promoción de la violencia. El 11 de noviembre, MeWe fue la segunda aplicación gratuita más descargada en la App Store de Apple, detrás de Parler.

### Hong Kong
MeWe ganó popularidad en Hong Kong en noviembre de 2020 con usuarios que migraron desde Facebook debido a preocupaciones con la posible censura y moderación a favor de China. La popularidad de MeWe en Hong Kong se ha atribuido a la sospecha que tiene la ciudad de cualquier restricción a la libertad de expresión, después de que el gobierno chino impusiera restricciones significativas a la expresión de disidencia tras las protestas de 2019-2020, incluida la ley de seguridad nacional de Hong Kong. Las comunidades de MeWe en Hong Kong generalmente reflejan intereses de la vida cotidiana, y los consultores de redes sociales en Hong Kong informan que no han visto contenido extremista en las comunidades.